# Michelle Bachelet
Verónica Michelle Bachelet Jeria /βeˈɾonika miˈtʃɛl batʃˈelet ˈçeɾja/  (Santiago, 1951. szeptember 29. –) chilei orvosnő, politikus, 2006–2010 között Chile köztársasági elnöke. 2013. december 15-én ismét megválasztották elnöknek. Második elnöki ciklusát 2014. március 11-én kezdte meg. Az elnöki tisztséget 2018. március 11-ig töltötte be. Michelle Bachelet 2018 és 2022 között az ENSZ Emberi Jogi Főbiztosa volt.
Apja, Alberto Bachelet, a chilei légierő tábornoka az 1973-as chilei katonai hatalomátvétel áldozata lett.